# بيت العدن (العدين)

تعديل مصدري - تعديل

بيت العدن محلة تابعة لقرية وادي الغراف، التابعة لعزلة قداس بمديرية العدين إحدى مديريات محافظة إب في الجمهورية اليمنية.، بلغ تعداد سكانها 27 حسب تعداد اليمن لعام 2004.